# FK Vojvodina Novi Sad
Pour les articles homonymes, voir Vojvodina Novi Sad.
Maillots
Actualités
Dernière mise à jour : 3 avril 2025.
Le Fudbalski Klub Vojvodina Novi Sad (en serbe : Фудбалски Клуб Војводина Нови Сад), plus couramment abrégé en FK Vojvodina Novi Sad, est un club serbe de football fondé en 1914 et basé dans la ville de Novi Sad, en Voïvodine.
Le club est la section football du club omnisports du Vojvodina Novi Sad, et joue actuellement en SuperLiga.

## Historique
- 1914 : fondation du club sous le nom de Vojvodina Novi Sad
- 1945 : fusion avec le Radnicki Novi Sad et le Slavija Novi Sad en Sloga Novi Sad
- 1951 : le club est renommé FK Vojvodina Novi Sad
- 1962 : 1re participation à une Coupe d'Europe (C3, saison 1962/1963)
- 1998 : Au 3e tour de la Coupe Intertoto, le FKVNS l'emporte face à un club français, le SC Bastia, en s'imposant 4-0 au match retour, après une défaite initiale à Furiani sur le score de 2-0.
- 2015 : Lors du 3e tour aller de Ligue Europa, la Vojvodina s'impose 0-4 à l'extérieur face à la Sampdoria.

## Bilan sportif

### Palmarès
| Compétitions nationales | Compétitions internationales                                                         | Anciennes compétitions |
| --- | ------------------------------------------------------------------------------------ | --- |
| - Championnat de Serbie : - Vice-champion : 2008-09. - Coupe de Serbie (2) : - Vainqueur : 2013-14 et 2019-20. - Finaliste : 2006-07, 2009-10, 2010-11, 2012-13, 2023-24 et 2024-25. | - Coupe Mitropa (1) : - Vainqueur : 1976-77. - Coupe Intertoto : - Finaliste : 1998. | - Championnat de Yougoslavie (2) : - Champion : 1965-66 et 1988-89. - Vice-champion : 1956-57, 1961-62 et 1974-75. - Coupe de Yougoslavie : - Finaliste : 1950-51 et 1996-97. - Supercoupe de Yougoslavie : - Finaliste : 1989. |

### Bilan par saison
| Saison    | Championnat | Championnat | Championnat | Championnat | Championnat | Championnat | Championnat | Championnat | Championnat | Championnat | Coupe de Serbie     |
| Saison    | Division    | Pos         | Pts         | J           | V           | N           | D           | BP          | BC          | Diff        | Coupe de Serbie     |
| --------- | ----------- | ----------- | ----------- | ----------- | ----------- | ----------- | ----------- | ----------- | ----------- | ----------- | ------------------- |
| 2006-2007 | 1re         | 3e          | 54          | 32          | 16          | 6           | 10          | 38          | 25          | +13         | Finale              |
| 2007-2008 | 1re         | 3e          | 62          | 33          | 18          | 8           | 7           | 46          | 25          | +21         | Seizièmes de finale |
| 2008-2009 | 1re         | 2e          | 61          | 33          | 18          | 7           | 8           | 46          | 25          | +21         | Huitièmes de finale |
| 2009-2010 | 1re         | 5e          | 45          | 30          | 13          | 6           | 11          | 51          | 30          | +21         | Finale              |
| 2010-2011 | 1re         | 3e          | 67          | 30          | 20          | 7           | 3           | 44          | 14          | +30         | Finale              |
| 2011-2012 | 1re         | 3e          | 52          | 30          | 14          | 10          | 6           | 44          | 26          | +18         | Demi-finales        |
| 2012-2013 | 1re         | 3e          | 61          | 30          | 17          | 10          | 3           | 40          | 20          | +20         | Finale              |
| 2013-2014 | 1re         | 4e          | 45          | 30          | 11          | 12          | 7           | 38          | 32          | +6          | Vainqueur           |
| 2014-2015 | 1re         | 4e          | 52          | 30          | 16          | 4           | 10          | 44          | 36          | +8          | Quarts de finale    |
| 2015-2016 | 1re         | 4e          | 59          | 37          | 16          | 11          | 10          | 57          | 44          | +13         | Quarts de finale    |
| 2016-2017 | 1re         | 3e          | 72          | 37          | 22          | 6           | 9           | 58          | 31          | +27         | Demi-finales        |
| 2017-2018 | 1re         | 8e          | 50          | 37          | 14          | 8           | 15          | 43          | 43          | 0           | Quarts de finale    |
| 2018-2019 | 1re         | 7e          | 41          | 37          | 10          | 11          | 16          | 27          | 43          | -16         | Demi-finales        |
| 2019-2020 | 1re         | 3e          | 62          | 30          | 19          | 5           | 6           | 47          | 27          | +20         | Vainqueur           |
| 2020-2021 | 1re         | 4e          | 71          | 38          | 21          | 8           | 9           | 62          | 41          | +21         | Demi-finales        |
| 2021-2022 | 1re         | 7e          | 45          | 37          | 13          | 6           | 18          | 44          | 51          | -7          | Demi-finales        |
| 2022-2023 | 1re         | 5e          | 63          | 37          | 16          | 15          | 6           | 59          | 35          | +24         | Demi-finales        |

Légende
- Vainqueur de la compétition.
- Finaliste ou vice-champion de la compétition.
- Troisième de la compétition.

### Bilan européen

#### Bilan
| Compétition                | P  | M   | V  | N  | D  | BP  | BC  | Diff. |
| -------------------------- | -- | --- | -- | -- | -- | --- | --- | ----- |
| Ligue des champions (C1)   | 2  | 9   | 5  | 1  | 3  | 10  | 9   | +1    |
| Ligue Europa (C3)          | 17 | 61  | 24 | 14 | 23 | 89  | 84  | +5    |
| Ligue Conférence (C4)      | 3  | 8   | 3  | 0  | 5  | 7   | 13  | -6    |
| Coupe Intertoto            | 1  | 10  | 6  | 1  | 3  | 18  | 9   | +9    |
| Coupe des villes de foires | 5  | 17  | 7  | 5  | 5  | 13  | 13  | 0     |
| Total                      | 28 | 105 | 45 | 21 | 39 | 137 | 128 | +9    |

#### Résultats
Légende
- Victoire ou qualification pour le tour suivant
- Match nul
- Défaite ou élimination de la compétition

Note : dans les résultats ci-dessous, le score du club est toujours donné en premier.
| Saison                                            | Compétition                                       | Tour                                              | Club                                              | Domicile                                          | Extérieur                                         | Total                                             |
| Représentant de la RFS de Yougoslavie (1961-1992) | Représentant de la RFS de Yougoslavie (1961-1992) | Représentant de la RFS de Yougoslavie (1961-1992) | Représentant de la RFS de Yougoslavie (1961-1992) | Représentant de la RFS de Yougoslavie (1961-1992) | Représentant de la RFS de Yougoslavie (1961-1992) | Représentant de la RFS de Yougoslavie (1961-1992) |
| ------------------------------------------------- | ------------------------------------------------- | ------------------------------------------------- | ------------------------------------------------- | ------------------------------------------------- | ------------------------------------------------- | ------------------------------------------------- |
| 1962-1963                                         | Coupe des villes de foires                        | Premier tour                                      | Leipzig XI                                        | 1 - 0                                             | 0 - 2                                             | 1 - 2                                             |
| 1964-1965                                         | Coupe des villes de foires                        | Premier tour                                      | Lokomotiv Plovdiv                                 | 1 - 1                                             | 1 - 1                                             | 2 - 2 0 - 2                                       |
| 1966-1967                                         | Coupe des clubs champions                         | Premier tour                                      | Admira Wacker Vienne                              | 0 - 0                                             | 1 - 0                                             | 1 - 0                                             |
| 1966-1967                                         | Coupe des clubs champions                         | Deuxième tour                                     | Atlético Madrid                                   | 2 - 0                                             | 1 - 3                                             | 3 - 3 3 - 2                                       |
| 1966-1967                                         | Coupe des clubs champions                         | Quarts de finale                                  | Celtic Glasgow                                    | 1 - 0                                             | 0 - 2                                             | 1 - 2                                             |
| 1967-1968                                         | Coupe des villes de foires                        | Premier tour                                      | GD CUF                                            | 1 - 0                                             | 3 - 1                                             | 4 - 1                                             |
| 1967-1968                                         | Coupe des villes de foires                        | Deuxième tour                                     | Lokomotive Leipzig                                | 0 - 0                                             | 2 - 0                                             | 2 - 0                                             |
| 1967-1968                                         | Coupe des villes de foires                        | Troisième tour                                    | Göztepe SK                                        | 1 - 0                                             | 1 - 0                                             | 2 - 0                                             |
| 1967-1968                                         | Coupe des villes de foires                        | Quarts de finale                                  | Bologne FC                                        | 0 - 2                                             | 0 - 0                                             | 0 - 2                                             |
| 1968-1969                                         | Coupe des villes de foires                        | Premier tour                                      | Glasgow Rangers                                   | 1 - 0                                             | 0 - 2                                             | 1 - 2                                             |
| 1969-1970                                         | Coupe des villes de foires                        | Premier tour                                      | Gwardia Varsovie                                  | 0 - 1                                             | 1 - 1                                             | 1 - 2                                             |
| 1972-1973                                         | Coupe UEFA                                        | Premier tour                                      | Slovan Bratislava                                 | 1 - 2                                             | 0 - 6                                             | 1 - 8                                             |
| 1975-1976                                         | Coupe UEFA                                        | Premier tour                                      | AEK Athènes                                       | 0 - 0                                             | 1 - 3                                             | 1 - 3                                             |
| 1989-1990                                         | Coupe des clubs champions                         | Premier tour                                      | Budapest Honvéd                                   | 2 - 1                                             | 0 - 1                                             | 2 - 2E                                            |
| Représentant de la RF de Yougoslavie (1992-2002)  |                                                   |                                                   |                                                   |                                                   |                                                   |                                                   |
| 1996-1997                                         | Coupe UEFA                                        | Premier tour Q                                    | Portadown FC                                      | 4 - 1                                             | 1 - 0                                             | 5 - 1                                             |
| 1996-1997                                         | Coupe UEFA                                        | Deuxième tour Q                                   | Grazer AK                                         | 1 - 5                                             | 0 - 2                                             | 1 - 7                                             |
| 1997-1998                                         | Coupe UEFA                                        | Premier tour Q                                    | Viking FK                                         | 0 - 2                                             | 2 - 0 ap                                          | 2 - 2 (4 - 5 tab)                                 |
| 1998                                              | Coupe Intertoto                                   | Premier tour                                      | Stabæk                                            | 3 - 2                                             | 2 - 1                                             | 5 - 3                                             |
| 1998                                              | Coupe Intertoto                                   | Deuxième tour                                     | Örebro SK                                         | 2 - 0                                             | 2 - 0                                             | 4 - 0                                             |
| 1998                                              | Coupe Intertoto                                   | Troisième tour                                    | Baltika Kaliningrad                               | 4 - 1                                             | 0 - 1                                             | 4 - 2                                             |
| 1998                                              | Coupe Intertoto                                   | Demi-finales                                      | SC Bastia                                         | 4 - 0                                             | 0 - 2                                             | 4 - 2                                             |
| 1998                                              | Coupe Intertoto                                   | Finale                                            | Werder Brême                                      | 1 - 1                                             | 0 - 1                                             | 1 - 2                                             |
| 1999-2000                                         | Coupe UEFA                                        | Tour préliminaire                                 | Újpest FC                                         | 4 - 0                                             | 1 - 1                                             | 5 - 1                                             |
| 1999-2000                                         | Coupe UEFA                                        | Premier tour                                      | Slavia Prague                                     | 0 - 0                                             | 2 - 3                                             | 2 - 3                                             |
| Représentant de la Serbie (depuis 2006)           |                                                   |                                                   |                                                   |                                                   |                                                   |                                                   |
| 2007-2008                                         | Coupe UEFA                                        | Premier tour Q                                    | Hibernians FC                                     | 5 - 1                                             | 2 - 0                                             | 7 - 1                                             |
| 2007-2008                                         | Coupe UEFA                                        | Deuxième tour Q                                   | Atlético Madrid                                   | 1 - 2                                             | 0 - 3                                             | 1 - 5                                             |
| 2008-2009                                         | Coupe UEFA                                        | Premier tour Q                                    | Olimpik Bakou                                     | 1 - 0                                             | 1 - 1                                             | 2 - 1                                             |
| 2008-2009                                         | Coupe UEFA                                        | Deuxième tour Q                                   | Hapoël Tel-Aviv                                   | 0 - 0                                             | 0 - 3                                             | 0 - 3                                             |
| 2009-2010                                         | Ligue Europa                                      | Troisième tour Q                                  | Austria Vienne                                    | 1 - 1                                             | 2 - 4                                             | 3 - 5                                             |
| 2011-2012                                         | Ligue Europa                                      | Deuxième tour Q                                   | FC Vaduz                                          | 1 - 3                                             | 2 - 0                                             | 3E - 3                                            |
| 2012-2013                                         | Ligue Europa                                      | Premier tour Q                                    | Sūduva Marijampolė                                | 1 - 1                                             | 4 - 0                                             | 5 - 1                                             |
| 2012-2013                                         | Ligue Europa                                      | Deuxième tour Q                                   | Rapid Vienne                                      | 2 - 1                                             | 0 - 2                                             | 2 - 3                                             |
| 2013-2014                                         | Ligue Europa                                      | Premier tour Q                                    | Hibernians FC                                     | 3 - 2                                             | 4 - 1                                             | 7 - 3                                             |
| 2013-2014                                         | Ligue Europa                                      | Deuxième tour Q                                   | Budapest Honvéd                                   | 2 - 0                                             | 3 - 1                                             | 5 - 1                                             |
| 2013-2014                                         | Ligue Europa                                      | Troisième tour Q                                  | Bursaspor                                         | 2 - 2                                             | 3 - 0                                             | 5 - 2                                             |
| 2013-2014                                         | Ligue Europa                                      | Barrages Q                                        | Sheriff Tiraspol                                  | 1 - 1                                             | 1 - 2                                             | 2 - 3                                             |
| 2014-2015                                         | Ligue Europa                                      | Deuxième tour Q                                   | AS Trenčín                                        | 3 - 0                                             | 0 - 4                                             | 3 - 4                                             |
| 2015-2016                                         | Ligue Europa                                      | Premier tour Q                                    | MTK Budapest                                      | 3 - 1                                             | 0 - 0                                             | 3 - 1                                             |
| 2015-2016                                         | Ligue Europa                                      | Deuxième tour Q                                   | Spartaks Jūrmala                                  | 3 - 0                                             | 1 - 1                                             | 4 - 1                                             |
| 2015-2016                                         | Ligue Europa                                      | Troisième tour Q                                  | Sampdoria Gênes                                   | 0 - 2                                             | 4 - 0                                             | 4 - 2                                             |
| 2015-2016                                         | Ligue Europa                                      | Barrages Q                                        | Viktoria Plzeň                                    | 0 - 2                                             | 0 - 3                                             | 0 - 5                                             |
| 2016-2017                                         | Ligue Europa                                      | Premier tour Q                                    | Bokelj Kotor                                      | 5 - 0                                             | 1 - 1                                             | 6 - 1                                             |
| 2016-2017                                         | Ligue Europa                                      | Deuxième tour Q                                   | Connah's Quay Nomads                              | 1 - 0                                             | 2 - 1                                             | 3 - 1                                             |
| 2016-2017                                         | Ligue Europa                                      | Troisième tour Q                                  | Dinamo Minsk                                      | 1 - 1                                             | 2 - 0                                             | 3 - 1                                             |
| 2016-2017                                         | Ligue Europa                                      | Barrages Q                                        | AZ Alkmaar                                        | 0 - 3                                             | 0 - 0                                             | 0 - 3                                             |
| 2017-2018                                         | Ligue Europa                                      | Premier tour Q                                    | MFK Ružomberok                                    | 2 - 1                                             | 0 - 2                                             | 2 - 3                                             |
| 2020-2021                                         | Ligue Europa                                      | Troisième tour Q                                  | Standard de Liège                                 | N/A                                               | 1 - 2 ap                                          | 1 - 2                                             |
| 2021-2022                                         | Ligue Europa Conférence                           | Deuxième tour Q                                   | FK Panevėžys                                      | 1 - 0                                             | 1 - 0                                             | 2 - 0                                             |
| 2021-2022                                         | Ligue Europa Conférence                           | Troisième tour Q                                  | LASK                                              | 0 - 1                                             | 1 - 6                                             | 1 - 7                                             |
| 2023-2024                                         | Ligue Europa Conférence                           | Deuxième tour Q                                   | APOEL Nicosie                                     | 1 - 2                                             | 1 - 2                                             | 2 - 4                                             |
| 2024-2025                                         | Ligue Europa                                      | Deuxième tour Q                                   | Ajax Amsterdam                                    | 1 - 3                                             | 0 - 1                                             | 1 - 4                                             |
| 2024-2025                                         | Ligue Conférence                                  | Troisième tour Q                                  | NK Maribor                                        | 1 - 0 ap                                          | 1 - 2                                             | 2 - 2 (1 - 4 tab)                                 |

1. ↑  Match d'appui disputé à Sofia.
2. ↑  Match d'appui disputé à Madrid.

## Personnalités du club

### Présidents
- Dušan Mijić
- Dragoljub Samardžić

### Entraîneurs
| - Kosta Hadži (1924 - 1926) - Otto Neczas (1926 - 1928) - Boško Simonović (1929) - Otto Neczas (1929 - 1930) - Otto Hamacek (1931 - 1932) - Károly Nemes (1933) - Willy Schürmann (1934 - 1935) - Fritz Levitus (1936 - 1938) - Milorad Ognjanov (1938) - Károly Nemes (1939) - János Neu (1940 - 1941) - Milorad Ognjanov (1945 - 1947) - Bane Sekulić (1948 - 1951) - Ljubiša Broćić (1952) - Milorad Ognjanov (1952) - Gustav Lechner (1953 - 1957) - Antal Lyka (1957 - 1959) - Ratomir Čabrić (1959 - 1960) - Radomir Momirski (1960 - 1961) - Franja Hirman (1961 - 1964) - Branko Stanković (1964 - 1967) - Zdravko Rajkov (1967 - 1968) - Ratomir Čabrić (1968 - 1970) - Dragoljub Milošević (1970 - 1973) - Gojko Zec (1973 - 1974) - Todor Veselinović (1974 - 1977) - Branko Stanković (1977 - 1978) - Ivica Brzić (1978 - 1979) - Milorad Pavić (1979) - Marko Valok (1980) | - Dušan Drašković (1981 - 1983) - Tomislav Kaloperović (1983) - Josip Duvančić (1983 - 1984) - Jovan Kovrlija (1984) - Vukašin Višnjevac (1985) - Tomislav Kaloperović (1985) - Vladimir Savić (1986) - Željko Jurčić (1986) - Tonko Vukušić (1986 - 1987) - Ivica Brzić (1987 - 1988) - Ljupko Petrović (1988 - 1989) - Ivica Brzić (1990 - 1991) - Milorad Kosanović (1992 - 1995) - Dragoljub Bekvalac & Gjoko Hadžievski (1995 - 1996) - Ljupko Petrović (1996 - 1997) - Josip Pirmajer (1997 - 1998) - Tomislav Manojlović (1998 - 2000) - Dragoljub Bekvalac (2000) - Dragan Okuka (2000) - Dragoljub Bekvalac (2000 - 2001) - Miroslav Vukašinović (2002 - 2003) - Josif Ilić (2003) - Branko Smiljanić (2004) - Vladimir Petrović (2004) - Milan Đuričić (2004 - 2005) - Zoran Marić (2005 - 2006) - Milovan Rajevac (2006 - 2007) - Ivica Brzić (2007 - 2008) - Dragoljub Bekvalac (2008) | - Dragan Radojičić (2008) - Ljupko Petrović (2008 - 2009) - Zoran Marić (2009) - Dragoslav Stepanović (2009) - Branko Babić (2009 - 2010) - Milan Đuričić (2010) - Zoran Milinković (2010 - 2011) - Dejan Vukićević (2011 - 2012) - Spasoje Jelačić (2012) - Zlatomir Zagorčić (2012) - Nebojša Vignjević (2012 - 2013) - Marko Nikolić (2013) - Branko Babić (2014) - Zoran Marić (2014 - 2015) - Zlatomir Zagorčić (2015) - Nenad Lalatović (2015 - 2016) - Dragan Ivanović (2016 - 2017) - Aleksandar Veselinović (2017) - Radoslav Batak (2017) - Nenad Vanić (2017) - Vladimir Buač (2017) - Ilija Stolica (2017 - 2018) - Aleksandar Veselinović (2018) - Dragan Okuka (2018) - Radovan Krivokapić (2018 - 2019) - Nenad Lalatović(2019 - 2021) - Slavoljub Đorđević (2021 - 2022) - Dragan Radojičić (2022 - ) |  |

### Joueurs

#### Anciens joueurs
- Vujadin Boskov
- Predrag Brzaković
- Milan Jovanović
- Miloš Krasić
- Slobodan Medojević
- Siniša Mihajlović
- Vesko Mihajlović
- Dragan Mrđa
- Bogdan Planić
- Todor Veselinović
- Milan Vukelić
- Alin Stoica
- Dušan Tadić
- Nikola Ašćerić